# Lisabi Fridell
Lisabi Fridell, född 14 juni 1985 i Delsbo, är en svensk filmfotograf.
År 2020 vann Fridell en guldbagge för sitt arbete med filmen And Then We Danced. År 2020 tilldelades hon Kurt Linders stipendium. Vid Guldbaggegalan 2025 tilldelades Fridell sin andra guldbagge för Bästa foto, denna gång för dramafilmen Passage.
Fridell är bosatt i Berlin.

## Filmfoto (i urval)
- 2014 – Nånting måste gå sönder
- 2018 – En armé av älskande
- 2018 – Stupid Young Heart
- 2019 – And Then We Danced
- 2021 – Huss (TV-serie)
- 2024 – Passage